# The Fresh Prince of Bel-Air
The Fresh Prince of Bel-Air is een televisiekomedie die in de Verenigde Staten tussen 1990 en 1996 op NBC te zien was. In de serie speelde Will Smith zijn eerste grote rol.
In de rap aan het begin van iedere aflevering vertelt Will Smith hoe hij bij zijn oom en tante is komen te wonen: hij groeide op in Philadelphia, en nadat hij in een gevecht was beland, stuurde zijn moeder hem naar haar zusters familie, de familie Banks, in Bel-Air, een welgestelde buurt in Los Angeles. Hier brengt hij een verandering teweeg in het leven van zijn rijke, pretentieuze familieleden.

## Uitzendingen

### Nederland
In Nederland was de serie voor het eerst te zien in 1991 als De Prins van Bel-Air bij RTL 4. In 2005 (in de herhaling) was de serie te zien bij Veronica, Vanaf 2006 was de serie te zien op The Box, tot en met april 2007. De serie was daarna weer tijdelijk te zien op Veronica (van april t/m juli 2007). Nadat het programma in Nederland uitgezonden was door Comedy Central en Comedy Central Family, vervolgens was de serie te bekijken op Veronica. In 2019 verscheen het programma op Netflix.
In 2022 verscheen het programma op HBO Max.

### Vlaanderen
In Vlaanderen was de reeks eerst bij TV2 te zien, daarna KANAALTWEE en nog later VT4, sinds 18 september 2012 is de reeks te zien bij de opvolger van VT4, VIER.

## Personages
De familie bestaat uit
- oom Philip Banks (James Avery), een advocaat en later rechter. Hij is de strenge autoritaire vaderfiguur en Will is soms een beetje bang voor hem.
- tante Vivian Banks (Janet Hubert-Whitten (1990-93) en Daphne Reid (1993-96)), een professor Literatuur aan de universiteit.
- oudste dochter Hilary Banks (Karyn Parsons), een uit de hoogte doende dame die vaak aangaf met bekende sterren uit te gaan. Aan het eind van de serie heeft ze een eigen talkshow.
- zoon Carlton Banks (Alfonso Ribeiro), een streng conservatieve jongeman die zowel de vriend als de tegenstander van Will kon zijn. Zijn leven draait om twee dingen: zijn maagdelijkheid verliezen en toegelaten worden op Princeton.
- jongste dochter Ashley Banks (Tatyana Ali). Zij gaat in de serie door de puberteit, en wil naar een acteerschool.
- Nicky Banks (Ross Bagley). Werd geboren aan het eind van het derde seizoen in 1993.

Andere belangrijke rollen
- de butler van de familie, Geoffrey Butler (Joseph Marcell). Hij zorgde voor de wrange humor in de show, en maakte vaak grappen over Philips postuur.
- Jazz (DJ Jazzy Jeff), een goede (maar niet zo slimme) vriend van Will die in de binnenstad van LA woonde.
- Vy (Viola) Smith (Vernee Watson-Johnson), Wills moeder en oudere zus van Vivian.
- Lisa Wilkes (Nia Long), Wills vriendin in het vijfde seizoen van de serie. Zij waren verliefd en verloofd in de serie.

## Gastoptredens
De show heeft veel gastoptredens gehad, hieronder volgt een zo compleet mogelijke lijst:
- Brandon Quintin Adams
- Hank Azaria
- Pam Grier
- Natalie Venetia Belcon
- Zsa Zsa Gábor
- Garcelle Beauvais
- Tevin Campbell
- M.C. Gainey
- Dick Clark
- Tyler Collins
- Kim Fields
- Rohan Nowell
- Kadeem Hardison
- Tyra Banks
- Naomi Campbell
- Tom Jones
- Chris Rock
- Douglas Moss
- Don Cheadle
- Ben Vereen
- John Amos
- Vivica A. Fox
- Robin Givens
- Zachary Ty Bryan
- Stacey Dash
- Kathy Griffin
- Lark Voorhies
- Don Cornelius
- Naya Rivera
- Larenz Tate
- Kareem Abdul-Jabbar
- Max Maven
- Bell Biv DeVoe
- John Witherspoon
- Heavy D
- Dr. Dre
- Bo Jackson
- Quincy Jones
- Queen Latifah
- Jay Leno
- Isaac Hayes
- Oprah Winfrey
- Daniel Evans
- D.L. Hughley
- William Shatner
- Regis Philbin
- Wayne Newton
- Tamala Jones
- Arthel Neville
- Riddick Bowe
- Lela Rochon
- Dorien Wilson
- Vanessa L. Williams
- Isabel Sanford
- Sherman Hemsley
- Al B. Sure
- Malcolm-Jamal Warner
- Milton Berle
- Ken Griffey Jr.
- Evander Holyfield
- Donald Trump
- Marla Maples
- Boyz II Men
- Raven-Symoné
- Gary Coleman
- B.B. King
- Jaleel White
- Jasmine Guy
- Pat Morita
- Dante Basco
- Hugh Hefner
- Tisha Campbell
- Craig Kirkwood
- Senait Ashenafi
- Anna Maria Horsford
- Zir Zir
- Miguel A. Núñez jr.
- Robin Quivers
- Arielle Tidd-Patron
- Tommy 'Tiny' Lister
- Leanne Hunley
- Gregory Sierra
- Traci Bingham

## Afleveringen
- Zie: Lijst van afleveringen van The Fresh Prince of Bel-Air

## Reboot
Op 13 augustus 2015 werd bekendgemaakt dat er een reboot van de serie zou komen met Will Smith als producer. Smith verwees dit een jaar later naar het rijk der fabelen. In 2019 verscheen op YouTube Bel Air, een zogenaamde trailer van regisseur Morgan Cooper die een serieuzer beeld schetste van de sitcom. Will Smith was onder de indruk en gaf toestemming voor een reboot van The Fresh Prince als dramaserie; Netflix, HBO Max en Peacock toonden belangstelling, en laatstgenoemde bestelde in september 2020 twee seizoenen van Bel-Air. Het eerste seizoen werd vanaf februari 2022 uitgezonden.

## Trivia
- De taxichauffeur die te zien is in de intro is Quincy Jones, een van de producenten van de show.
- Fresh Prince in de titel van de show was de artiestennaam die Will Smith als rapper in de jaren tachtig en begin jaren negentig gebruikte.